# Сан-Бенедетто-дель-Тронто
Сан-Бенедетто-дель-Тронто (італ. San Benedetto del Tronto) — муніципалітет в Італії, у регіоні Марке, провінція Асколі-Пічено.
Сан-Бенедетто-дель-Тронто розташований на відстані близько 165 км на північний схід від Рима, 85 км на південь від Анкони, 27 км на схід від Асколі-Пічено.
Населення — 47 348 осіб (2014).

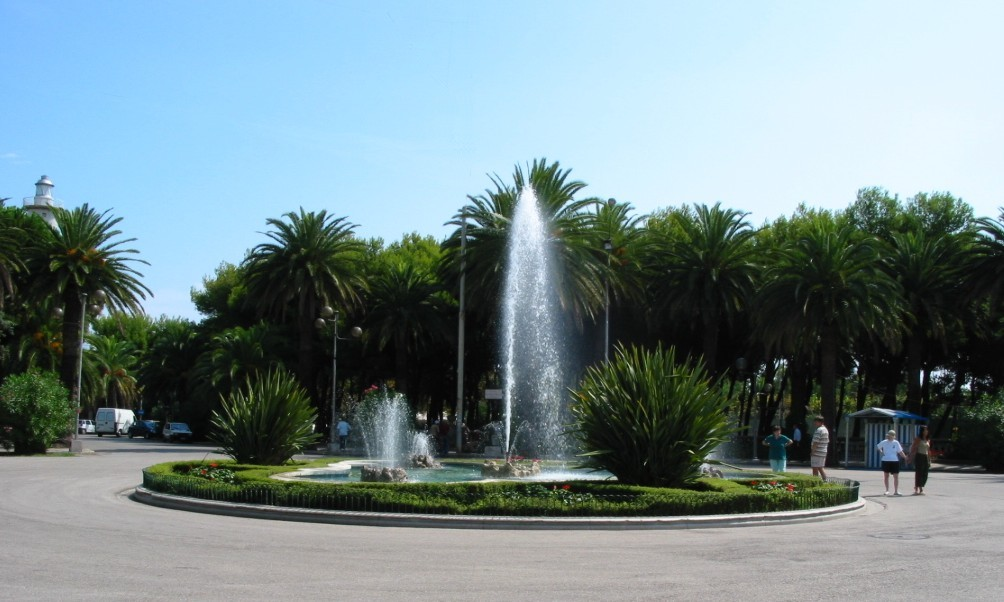

Щорічний фестиваль відбувається 13 жовтня. Покровитель — San Benedetto martire.

## Демографія
Населення за роками:

Станом на 1 січня 2023 року в муніципалітеті офіційно проживало 3267 іноземців з 99 країн, серед них 920 громадян країн Євросоюзу та 184 громадяни України.

## Сусідні муніципалітети
- Аккуавіва-Пічена
- Гроттаммаре
- Мартінсікуро
- Монтепрандоне